# Цисарик, Рудольф
Рудольф Цисарик (словац. Rudolf Cisarík; 6 июня 1912, Турзовка — 25 сентября 1944, Чремошне) — словацкий окружной судья, партизан Второй мировой войны.

## Биография
Родился 6 июня 1912 года в Турзовке. Родители: Йозеф Цисарик и Мария Цисарикова (в девичестве Кудлачова). По образованию юрист (окончил курсы в Чадце), работал окружным судьёй в Ужгороде, Собранцах, Вранове-над-Топлоу.
В 1944 году вступил в партизанское движение, после начала Словацкого национального восстания служил в жандармском партизанском отряде в Нижней-Себестове, позднее был бойцом группы командования чехословацких четников в Словакии.
Погиб 25 сентября 1944 года в битве при Чремошне. Похоронен в Банске-Бистрице. В 1946 году посмертно награждён Орденом Словацкого национального восстания 1 степени и медалью «За храбрость перед врагом».